# Eurycea aquatica
Eurycea aquatica — вид земноводних з роду Струмкова саламандра родини Безлегеневі саламандри.

## Опис
Дрібні саламандри, завдовжки 30-40 мм. Тіло коричневого забрвлення. У самців голова ширша ніж у самиць.

## Розповсюдження
Мешкає у чистих, прісних джерелах та струмках на південному сході США у штатах Алабама, Джорджія та Теннессі.